# 지구물리학 저널 인터내셔널
《지구물리학 저널 인터내셔널》(Geophysical Journal International)은 왕립천문학회와 독일 지구물리학회(Deutsche Geophysikalische Gesellschaft)를 대신하여 옥스포드 대학교 출판부에서 월간으로 발행하는 동료 검토 과학 저널이다. 이 저널은 연구 논문, 연구 노트, 편지 및 서평을 출판한다. 1922년에 창간되었다. 편집장은 외르그 레너(Joerg Renner, 보훔 루르 대학교 )이다. 이 저널은 이론, 전산, 응용 및 관측 지구물리학의 모든 측면에 대한 연구를 다룬다.

## 역사
이 저널의 제호로는 종전인 1988년 1월부터 1989년 6월까지는 《지구물리학 저널》(Geophysical Journal, Oxford)로 되어 있었다. 이 《지구물리학 저널》은 《왕립천문학회 지구물리학 저널》( Geophysical Journal of the Royal Astronomical Society), 《지구물리학 저널》(Journal of Geophysics), 《지구물리학 연보, 시리즈 Bː 지구 및 행성 물리학》(Annales Geophysicae, Series B: Terrestrial and Planetary Physics) 등 세 개의 다른 간행물의 합병으로 구성되었다.
《왕립천문학회 지구물리학 저널》 은1958년 3월부터 1987년 12월까지 존재했는데 이전에는 《왕립천문학회 월간고지 지구물리학 보충 자료》이었다. 《지구물리학 저널》은 1974년부터 1987년까지 존재했으며 이전에는 독일어 저널인 《지구물리학을 위한 저널》(Zeitschrift für Geophysik, 1924–1973)이었다.
마지막으로 《지구물리학 연보, 시리즈 Bː 지구 및 행성 물리학》은 1986년부터 1987년까지 존재했는데, 이전에는 《지구물리학 연보》( Annales Geophysicae, Gauthier-Villars, 1983–1985)이었다. 《지구물리학 연보》는 《아날즈 드 피지크》(Annales de Géophysique ,Centre National de la Recherche Scientifique, 1942–1982)와 《아날리 디 지오피지카》(Annali di Geofisica, 1948–1982)라는 두 개의 다른 저널의 합병으로 구성되었다.

## 초록 및 색인화
이 저널은 아래에서 초록 및 색인이 생성 되고 있다.
- Chemical Abstracts Service - CASSI
- Advanced Polymer Abstracts
- Ceramic Abstracts
- Civil Engineering Abstracts
- Computer Information & Technology Abstracts
- Earthquake Engineering Abstracts
- Engineered Materials Abstracts
- International Aerospace Abstracts & Database
- Materials Business File
- Meteorological & Geoastrophysical Abstracts
- Mechanical & Transportation Engineering Abstracts
- Technology Research Database
- METADEX
- Academic Search, Academic Search Premier
- Environmental Issues & Policy Index
- Elsevier BIOBASE
- EMBASE/Excerpta Medica
- GEOBASE/Geographical & Geological Abstracts
- Current Contents/Physical, Chemical & Earth Sciences
- Science Citation Index
- Current Index to Statistics
- InfoTrac
- Petroleum Abstracts
- Scopus

저널 사이테이션 리포트에 따르면 이 저널은 2021년 임팩트 팩터가 3.352로 "지구화학 및 지구물리학" 부문에서 100개 저널 중 35위를 기록했다.